# الحمرة (القفر)

تعديل مصدري - تعديل

الحمرة محلة تابعة لقرية الضيق، التابعة لعزلة النخلة بمديرية القفر إحدى مديريات محافظة إب في الجمهورية اليمنية.، بلغ تعداد سكانها 44 حسب تعداد اليمن لعام 2004.